# The House of Rothschild
The House of Rothschild is een Amerikaanse dramafilm uit 1934 onder regie van Alfred L. Werker. Destijds werd de film in Nederland uitgebracht als De vijf Rothschilders.

## Verhaal
Het Joodse bankiersgeslacht Rothschild groeit onder de leiding van Nathan Rothschild uit tot een van de invloedrijkste families in Europa. Nathan Rothschild wordt uiteindelijk zelfs geridderd door de Britse prins-regent, omdat hij het leger van de hertog van Wellington heeft gefinancierd tijdens de slag bij Waterloo.

## Rolverdeling
| Acteur          | Personage                            |
| --------------- | ------------------------------------ |
| George Arliss   | Mayer Rothschild / Nathan Rothschild |
| Boris Karloff   | Graaf Ledrantz                       |
| Loretta Young   | Julie Rothschild                     |
| Robert Young    | Kapitein Fitzroy                     |
| C. Aubrey Smith | Hertog van Wellington                |
| Arthur Byron    | Baring                               |
| Helen Westley   | Gudula Rothschild                    |
| Reginald Owen   | Herries                              |
| Florence Arliss | Hannah Rothschild                    |
| Alan Mowbray    | Prins Metternich                     |
| Holmes Herbert  | Rowerth                              |
| Paul Harvey     | Solomon Rothschild                   |
| Ivan F. Simpson | Amschel Rothschild                   |
| Noel Madison    | Carl Rothschild                      |
| Murray Kinnell  | James Rothschild                     |